# Rebecca Lobo
Rebecca Rose Lobo, coniugata Rushin (Hartford, 6 ottobre 1973), è un'ex cestista statunitense, professionista nella WNBA.

## Carriera
Con gli Stati Uniti ha disputato i Giochi olimpici di Atlanta 1996.

## Palmarès
- Campionessa NCAA (1995)
- NCAA Basketball Tournament Most Outstanding Player (1995)
- All-WNBA Second Team (1997)